# 中野坂上站
中野坂上站（日语：／ Nagano-sakaue eki */?）是一個位於東京都中野區，屬於東京地下鐵、東京都交通局（都營地下鐵）的鐵路車站。
東京地下鐵車站位於本町二丁目、東京都交通局車站位於中央二丁目。

## 概要
此站有東京地下鐵的丸之內線與都營地下鐵大江戶線停靠，是轉乘站。丸之內線車站編號為M 06，大江戶線車站編號為E 30。
本站也是丸之內線本線與方南町支線的分岐點，並是支線的起點站。方南町支線除一部分列車外都在本站折返運行。

## 历史
甲武鐵道建造時，曾有將中野站設於本站所在位置的計畫，但當時因為居民反對而改於中野站現址（中野區中野）設站。基於這個原因，1961年計畫設本站時，當局曾擔心居民反對，但最終至開業時已沒有出現混亂的狀況。
- 1961年（昭和36年）2月8日：營團地下鐵荻窪線野坂上站開業。當日荻窪線新宿－新中野及支線中野坂上－中野富士見町段開業。
- 1972年（昭和47年）4月1日：荻窪線改稱丸之內線。
- 1973年（昭和48年）11月1日：引入定期券售票機[1][2]。
- 1974年（昭和49年）3月1日：引入自動驗票閘門[2]。
- 1997年（平成9年）12月19日：都營地下鐵12號線站區開業，本站成為換乘站[3]。
- 2000年（平成12年）4月20日：都營地下鐵12號線改稱大江戶線。
- 2004年（平成16年）
  - 4月1日：營團地下鐵民營化，丸之內線由東京地下鐵接手經營。
  - 5月8日：2號月台安裝月台閘門。
  - 7月31日：丸之內線方南町支線改以一人操作方式營運。
- 2006年（平成18年）8月：1、3號月台安裝月台閘門。
- 2009年（平成21年）3月28日：丸之內線全線改以一人操作方式營運。
- 2012年（平成24年）8月11日：丸之內線新中野站側的本町方向剪票口與3號出口啟用。
- 2013年（平成25年）：大江戶線月台門啟用。

### 地名由來
因位於青梅街道的中野坂上方而命名為「中野坂上」。

## 車站構造

### 東京地下鐵
位於青梅街道正下方，是島式月台2面3線的地下車站。
中野坂上交差點方向的剪票口付費區內有連接月台的電扶梯，剪票口外與1號出口之間亦有電扶梯。電梯在中野坂上Sunbright大廈內，連結剪票口外大廳。本町方向剪票口有來往月台與地下3層付費區的電扶梯與電梯，剪票口外大廳與3號出口之間也有電梯與電扶梯。

#### 月台配置
| 月台 | 路線             | 目的地               | 備註                                                                                   |
| ---- | ---------------- | -------------------- | -------------------------------------------------------------------------------------- |
| 1    | 丸之內線         | 荻窪方向             | 部分於2號月台                                                                          |
| 2    | 丸之內線（支線） | 方南町方向           | 部分於1號月台 A線（荻窪方向1號月台）側、B線（池袋方向3號月台）側皆稱作2號線（2號月台） |
| 3    | 丸之內線         | 新宿、銀座、池袋方向 | 部分於2號月台                                                                          |

（來源：東京地下鐵:構內圖 （页面存档备份，存于））
本站是往荻窪的「本線」與往方南町的「支線」（分岔線）分岔點，從本站往荻窪的本線穿過支線下方往新中野站。
雖是支線起點與始發、終點站，因為早晚與深夜有車輛要前往中野車輛基地，因此設有直通至距離基地最近的中野富士見町站的本線班次。本站至該站的月台有效長度皆對應本線系統的6輛編組。除此以外以本站為起訖站的班次是採用3輛編組的單人電車運行。
支線內運行的電車在中央的2號線折返，兩側皆可上下車。但從中野富士見町往池袋的班次停靠池袋方向月台（3號線），池袋、荻窪往中野富士見町的班次停靠荻窪方向月台（1號線）。
丸之內線採用第三軌供電。通常為避免乘客跌落時觸電，通常會將第三軌設於月台對側。但由於本站的2號線月台（方南町支線月台）兩側皆可上下車，第三軌設於3號線月台側正下方，觸電的危險性較高，月台也沒有柵欄防護。因此，軌道與防護蓋上皆塗上警告意味的紅色。另外，第三軌側面亦裝設防護蓋保護。
2001年左右，月台進行改建工程時，荻窪方向支柱上部使用水色與黃綠色，池袋方向使用水色與桃色。
2004年，方南町支線開始單人電車運行，2號線月台設置可動式月台門。月台門僅在電車到站時開啟。接著在2006年，本線開始開始行駛單人電車，1、3號線月台增設置可動式月台門。1、3號線與2號線的月台門顏色不同。2009年3月28日起，丸之內線全線使用單人電車。另外，月台門設置至全線單人電車開始為止，1、3號線的發車蜂鳴器移往可動式月台門的線路側。
方南町支線在本站的轉乘廣播省略開頭的「這是轉乘資訊」，直接說明轉乘內容。另外，電車到站時的自動廣播僅有都營大江戶線的轉乘資訊。
1974年，本站與有樂町線銀座一丁目站成為首批導入自動驗票閘門進行試驗的車站。
開業以來，剪票口與出入口僅設於西新宿側，2012年8月11日起，新中野、中野新橋站側新設本町方向剪票口與3號出口。因此，部分月台寬度較為狹窄。本町方向剪票口與赤坂見附站一樣位於月台下方，並設有向上的電扶梯與電梯。

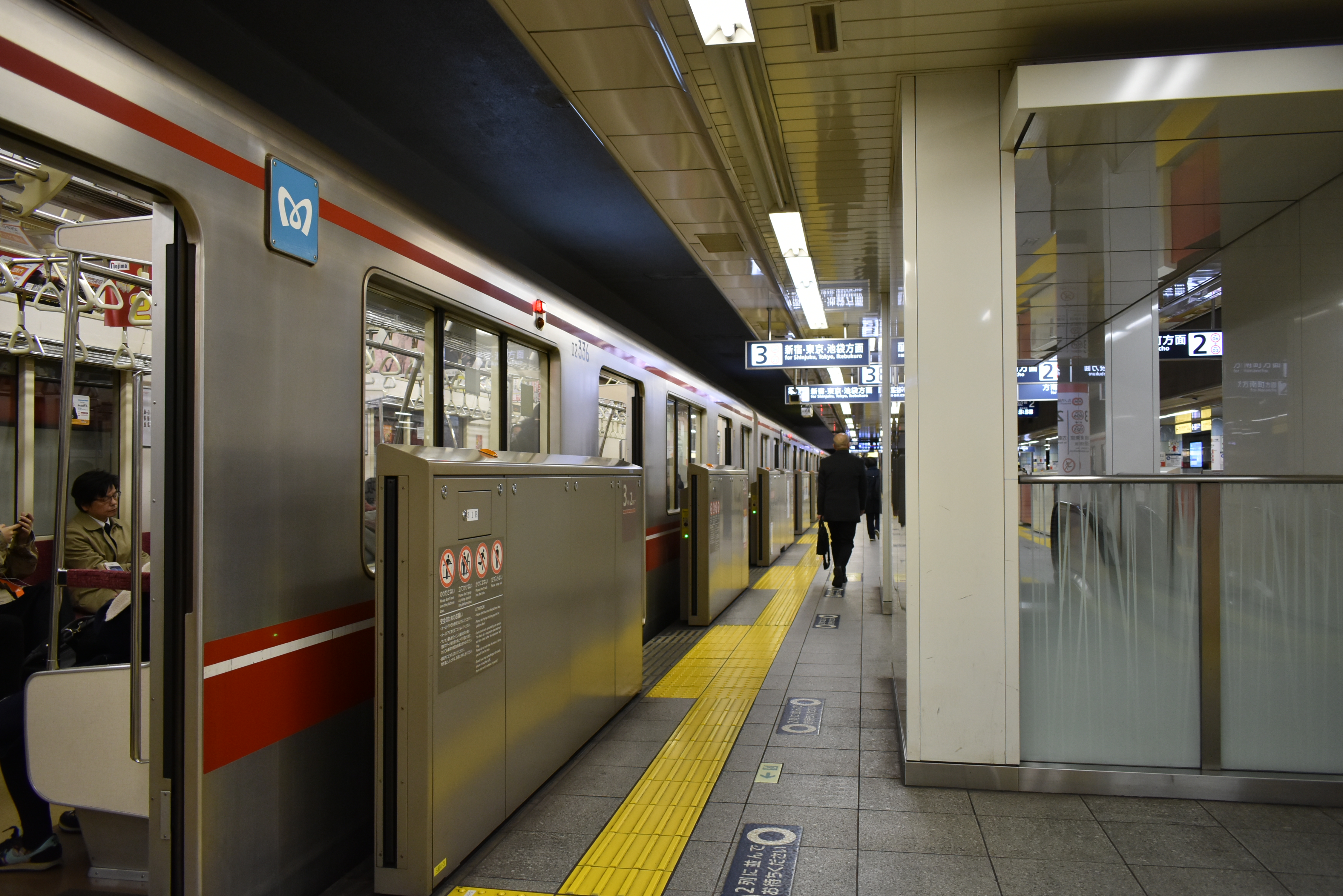
往新宿站方向月台（2019年3月1日攝）
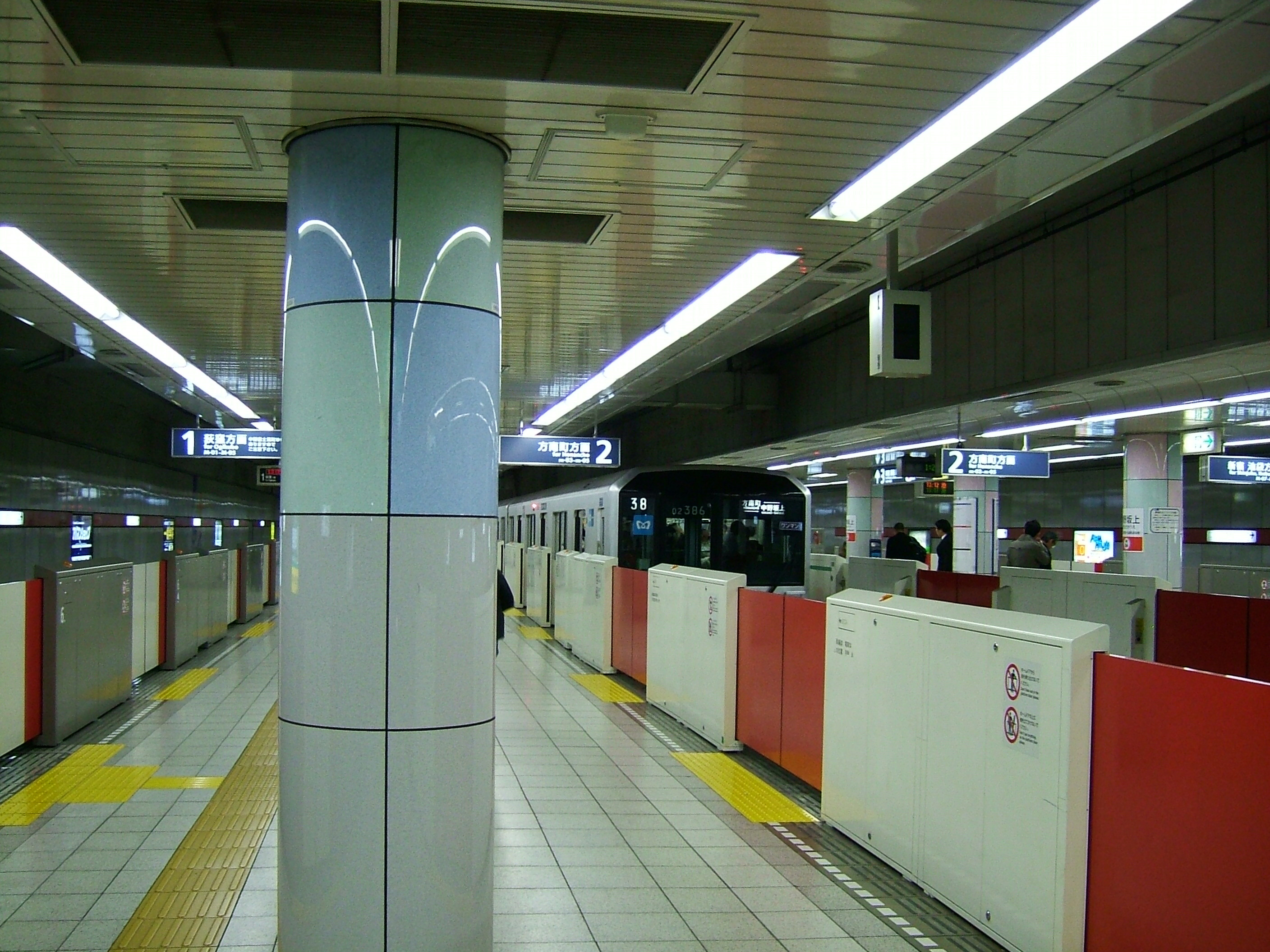
丸之內線月台（2006年12月20日）

### 東京都交通局
島式月台1面2線的地下車站。
位於山手通與首都高速道路中央環狀新宿線山手隧道正下方，為島式月台1面2線地下車站。剪票口到月台的長距離電扶梯為其特色。
山手隧道在丸之內線下方約2公尺、都營大江戶線上方5公尺之間穿過。
站名雖附設「實踐學園中、高等學校前」，但到站廣播是「往堀越學園、寶仙學園的乘客，請在本站下車」。
2010年1月起，站名標下增加副站名「東京工藝大學前」。
車站業務委託給東京都營交通協力會經營，屬都廳前站務管理所管區。

#### 月台配置
| 月台 | 路線     | 目的地                                   |
| ---- | -------- | ---------------------------------------- |
| 1    | 大江戶線 | 都廳前、六本木、（都廳前轉乘）飯田橋方向 |
| 2    | 大江戶線 | 練馬、光丘方向                           |

（來源：都營地下鐵:車站構內圖 （页面存档备份，存于））

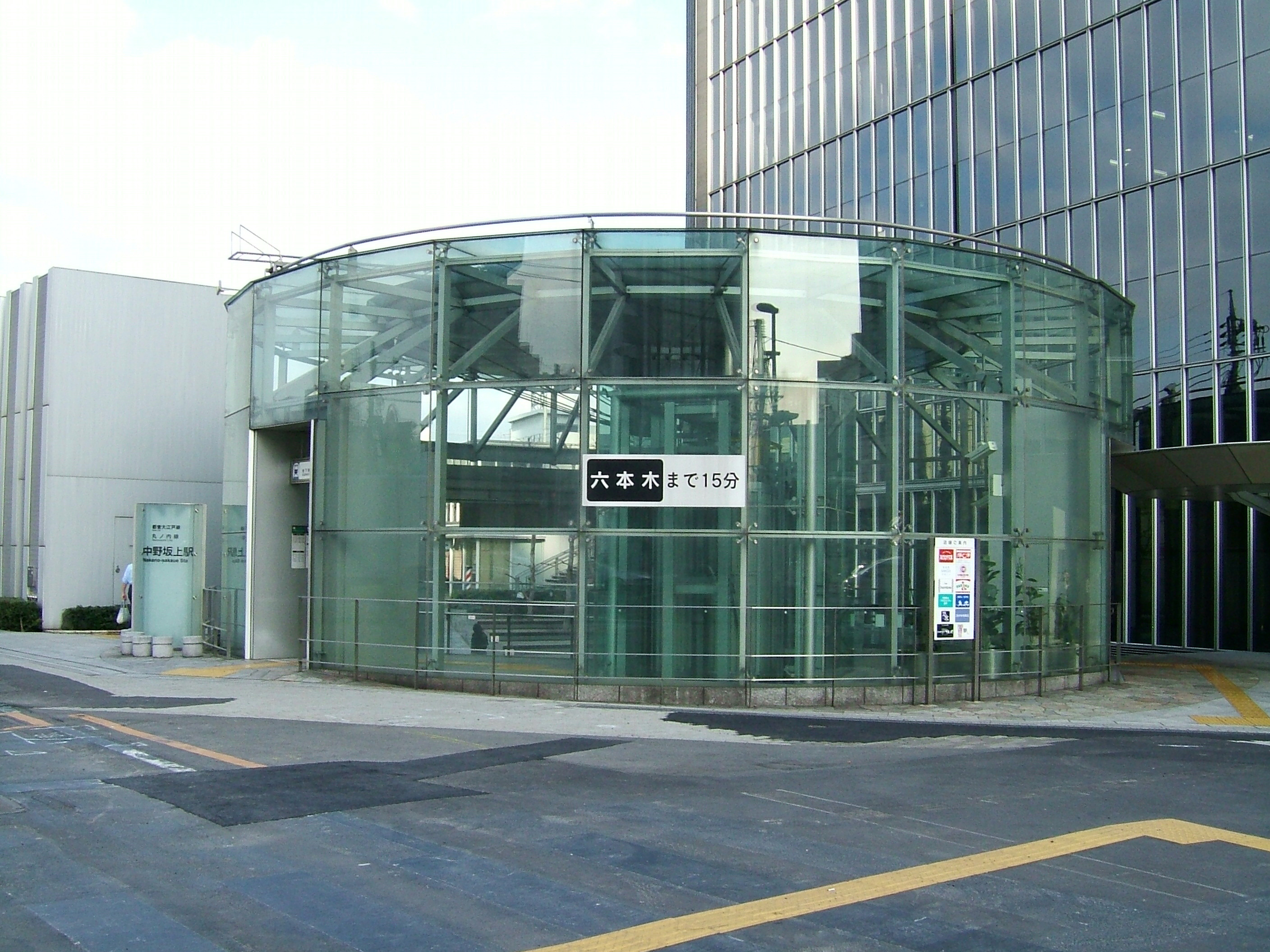
東京都交通局站區A1出口
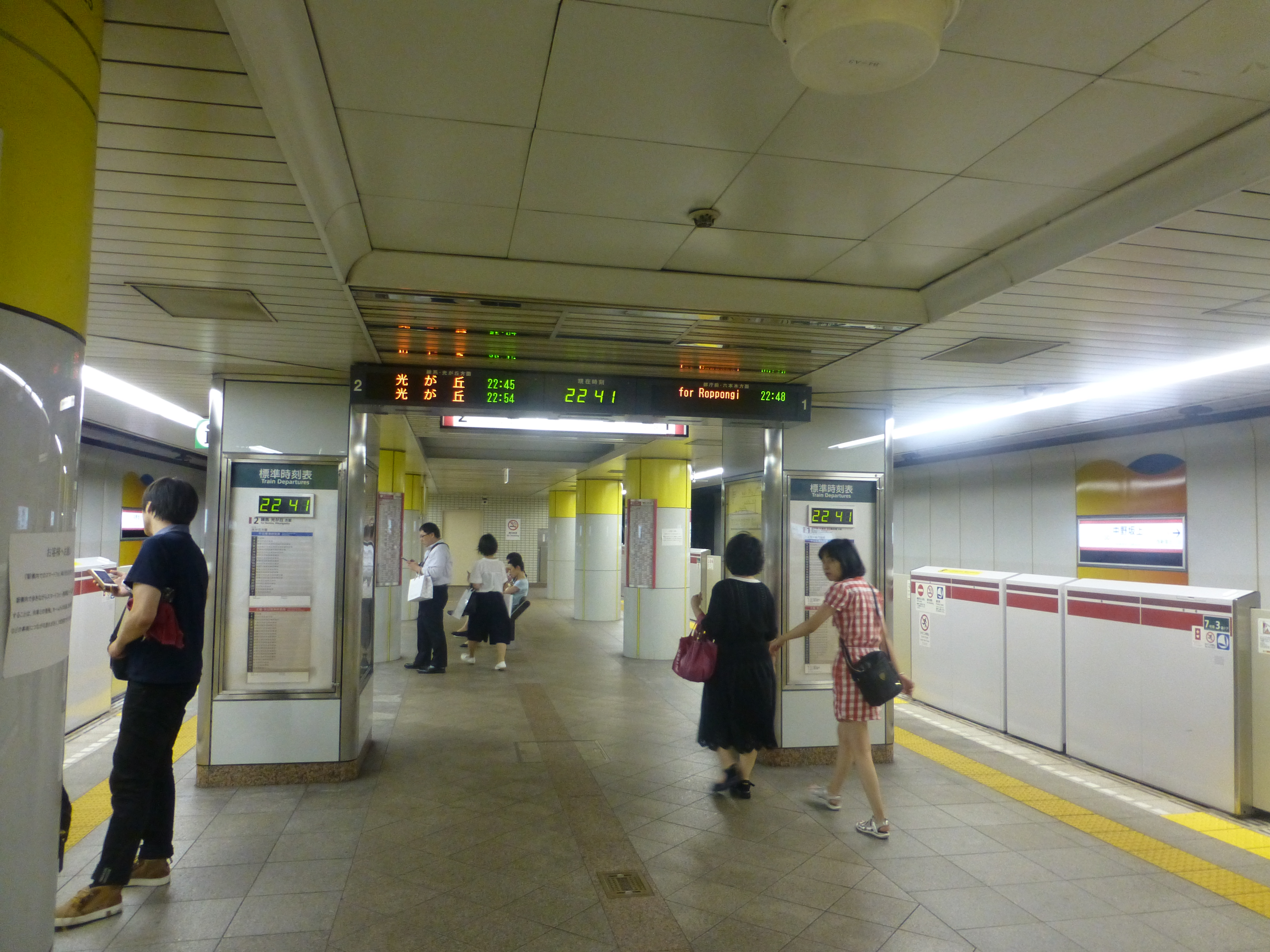
大江戶線月台（2016年8月6日）

## 利用狀況
- 東京地下鐵 - 2017年度1日平均上下車人次為75,848人[使用人數 1]。
東京地下鐵全部130個車站當中排名第60位。
- 都營地下鐵 - 2017年度1日平均上下車人次為40,788人（上車人次20,235人、下車人次20,553人）[使用人數 2]。

近年1日平均上下車人次如下表。
| 年度               | 東京地下鐵         | 東京地下鐵 | 都營地下鐵         | 都營地下鐵 |
| 年度               | 1日平均 上下車人次 | 增長率     | 1日平均 上下車人次 | 增長率     |
| ------------------ | ------------------ | ---------- | ------------------ | ---------- |
| 2003年（平成15年） | 46,810             |            | 30,384             |            |
| 2004年（平成16年） | 59,103             | 26.3%      | 30,878             | 1.6%       |
| 2005年（平成17年） | 59,917             | 1.4%       | 31,859             | 3.2%       |
| 2006年（平成18年） | 60,464             | 0.9%       | 33,308             | 4.5%       |
| 2007年（平成19年） | 62,524             | 3.4%       | 35,568             | 6.8%       |
| 2008年（平成20年） | 63,737             | 1.9%       | 35,209             | −1.0%      |
| 2009年（平成21年） | 62,908             | −1.3%      | 33,865             | −3.8%      |
| 2010年（平成22年） | 62,469             | −0.7%      | 33,688             | −0.5%      |
| 2011年（平成23年） | 61,969             | −0.8%      | 33,011             | −2.0%      |
| 2012年（平成24年） | 65,166             | 5.2%       | 35,097             | 6.3%       |
| 2013年（平成25年） | 69,438             | 6.6%       | 37,094             | 5.7%       |
| 2014年（平成26年） | 70,853             | 2.0%       | 37,653             | 1.5%       |
| 2015年（平成27年） | 72,789             | 2.7%       | 38,709             | 2.8%       |
| 2016年（平成28年） | 74,354             | 2.2%       | 39,670             | 2.5%       |
| 2017年（平成29年） | 75,848             | 2.0%       | 40,788             | 2.8%       |

### 各年度1日平均上車人次（1960年－2000年）
近年1日平均上車人次如下表。
| 年度               | 營團   | 都營地下鐵 | 來源              |
| ------------------ | ------ | ---------- | ----------------- |
| 1960年（昭和35年） | 8,283  | 未開業     | [ 東京都統計 1 ]  |
| 1961年（昭和36年） | 5,447  | 未開業     | [ 東京都統計 2 ]  |
| 1962年（昭和37年） | 8,950  | 未開業     | [ 東京都統計 3 ]  |
| 1963年（昭和38年） | 11,952 | 未開業     | [ 東京都統計 4 ]  |
| 1964年（昭和39年） | 14,601 | 未開業     | [ 東京都統計 5 ]  |
| 1965年（昭和40年） | 14,775 | 未開業     | [ 東京都統計 6 ]  |
| 1966年（昭和41年） | 14,651 | 未開業     | [ 東京都統計 7 ]  |
| 1967年（昭和42年） | 15,196 | 未開業     | [ 東京都統計 8 ]  |
| 1968年（昭和43年） | 16,302 | 未開業     | [ 東京都統計 9 ]  |
| 1969年（昭和44年） | 16,793 | 未開業     | [ 東京都統計 10 ] |
| 1970年（昭和45年） | 17,997 | 未開業     | [ 東京都統計 11 ] |
| 1971年（昭和46年） | 18,743 | 未開業     | [ 東京都統計 12 ] |
| 1972年（昭和47年） | 18,978 | 未開業     | [ 東京都統計 13 ] |
| 1973年（昭和48年） | 19,512 | 未開業     | [ 東京都統計 14 ] |
| 1974年（昭和49年） | 17,003 | 未開業     | [ 東京都統計 15 ] |
| 1975年（昭和50年） | 19,672 | 未開業     | [ 東京都統計 16 ] |
| 1976年（昭和51年） | 19,841 | 未開業     | [ 東京都統計 17 ] |
| 1977年（昭和52年） | 20,408 | 未開業     | [ 東京都統計 18 ] |
| 1978年（昭和53年） | 19,605 | 未開業     | [ 東京都統計 19 ] |
| 1979年（昭和54年） | 19,730 | 未開業     | [ 東京都統計 20 ] |
| 1980年（昭和55年） | 19,912 | 未開業     | [ 東京都統計 21 ] |
| 1981年（昭和56年） | 20,395 | 未開業     | [ 東京都統計 22 ] |
| 1982年（昭和57年） | 20,600 | 未開業     | [ 東京都統計 23 ] |
| 1983年（昭和58年） | 20,926 | 未開業     | [ 東京都統計 24 ] |
| 1984年（昭和59年） | 20,940 | 未開業     | [ 東京都統計 25 ] |
| 1985年（昭和60年） | 21,088 | 未開業     | [ 東京都統計 26 ] |
| 1986年（昭和61年） | 21,641 | 未開業     | [ 東京都統計 27 ] |
| 1987年（昭和62年） | 21,579 | 未開業     | [ 東京都統計 28 ] |
| 1988年（昭和63年） | 21,858 | 未開業     | [ 東京都統計 29 ] |
| 1989年（平成元年） | 21,981 | 未開業     | [ 東京都統計 30 ] |
| 1990年（平成02年） | 22,005 | 未開業     | [ 東京都統計 31 ] |
| 1991年（平成03年） | 22,189 | 未開業     | [ 東京都統計 32 ] |
| 1992年（平成04年） | 21,600 | 未開業     | [ 東京都統計 33 ] |
| 1993年（平成05年） | 20,693 | 未開業     | [ 東京都統計 34 ] |
| 1994年（平成06年） | 20,375 | 未開業     | [ 東京都統計 35 ] |
| 1995年（平成07年） | 19,896 | 未開業     | [ 東京都統計 36 ] |
| 1996年（平成08年） | 21,219 | 未開業     | [ 東京都統計 37 ] |
| 1997年（平成09年） | 25,044 | 5,845      | [ 東京都統計 38 ] |
| 1998年（平成10年） | 28,137 | 8,742      | [ 東京都統計 39 ] |
| 1999年（平成11年） | 29,372 | 9,997      | [ 東京都統計 40 ] |
| 2000年（平成12年） | 30,112 | 11,589     | [ 東京都統計 41 ] |

### 各年度1日平均上車人次（2001年以後）
| 年度               | 營團 / 東京地下鐵 | 都營地下鐵 | 來源              |
| ------------------ | ----------------- | ---------- | ----------------- |
| 2001年（平成13年） | 29,715            | 13,742     | [ 東京都統計 42 ] |
| 2002年（平成14年） | 29,575            | 14,427     | [ 東京都統計 43 ] |
| 2003年（平成15年） | 29,697            | 15,246     | [ 東京都統計 44 ] |
| 2004年（平成16年） | 29,962            | 15,556     | [ 東京都統計 45 ] |
| 2005年（平成17年） | 30,353            | 16,025     | [ 東京都統計 46 ] |
| 2006年（平成18年） | 30,718            | 16,764     | [ 東京都統計 47 ] |
| 2007年（平成19年） | 31,724            | 17,743     | [ 東京都統計 48 ] |
| 2008年（平成20年） | 32,167            | 17,542     | [ 東京都統計 49 ] |
| 2009年（平成21年） | 31,893            | 16,850     | [ 東京都統計 50 ] |
| 2010年（平成22年） | 31,556            | 16,765     | [ 東京都統計 51 ] |
| 2011年（平成23年） | 31,377            | 16,423     | [ 東京都統計 52 ] |
| 2012年（平成24年） | 32,967            | 17,438     | [ 東京都統計 53 ] |
| 2013年（平成25年） | 35,134            | 18,425     | [ 東京都統計 54 ] |
| 2014年（平成26年） | 35,824            | 18,703     | [ 東京都統計 55 ] |
| 2015年（平成27年） | 36,792            | 19,227     | [ 東京都統計 56 ] |
| 2016年（平成28年） | 37,575            | 19,700     | [ 東京都統計 57 ] |
| 2017年（平成29年） |                   | 20,235     |                   |

備註
1. ↑  1961年2月8日開業。開業日から1961年3月31日までの計52日間を集計したデータ。
2. ↑  1997年12月19日開業

## 車站周邊
- Harmony Square（日语：ハーモニースクエア）
  - 中野坂上郵便局
  - 三菱東京UFJ銀行中野坂上站前ATM
- 中野坂上Sunbright大廈（日语：中野坂上サンブライトビル）
  - 三菱東京UFJ銀行中野坂上ATM
- 中野坂上中央大廈（日语：中野坂上セントラルビル）
  - 瑞穗銀行中野坂上支店
- 住友中野坂上大廈（日语：住友中野坂上ビル）
  - 新日本摔角（日语：新日本プロレス）
- 中野區役所（日语：中野区役所）東部地域事務所、東部區民活動中心
- 中野區立本町圖書館（日语：中野区立図書館）
- 中野警察署（日语：中野警察署 (東京都)）
- 寶仙寺（日语：宝仙寺）
- 東京工藝大學藝術學院
- 學校法人寶仙學園（日语：学校法人宝仙学園）
  - 兒童教育寶仙大學（日语：こども教育宝仙大学）
  - 寶仙學園中學校、高等學校（日语：宝仙学園中学校・高等学校）
- 實踐學園中學、高等學校（日语：実践学園中学・高等学校）
- 堀越高等學校
- 中野區立第十中學校
- 中野中央一郵便局
- 中野本町三郵便局
- 三井住友銀行中野坂上支店
- 東京信用金庫（日语：東京信用金庫）中野坂上支店
- 青梅街道（東京都道4號東京所澤線、東京都道5號新宿青梅線）
- 山手通（東京都道317號環狀六號線）

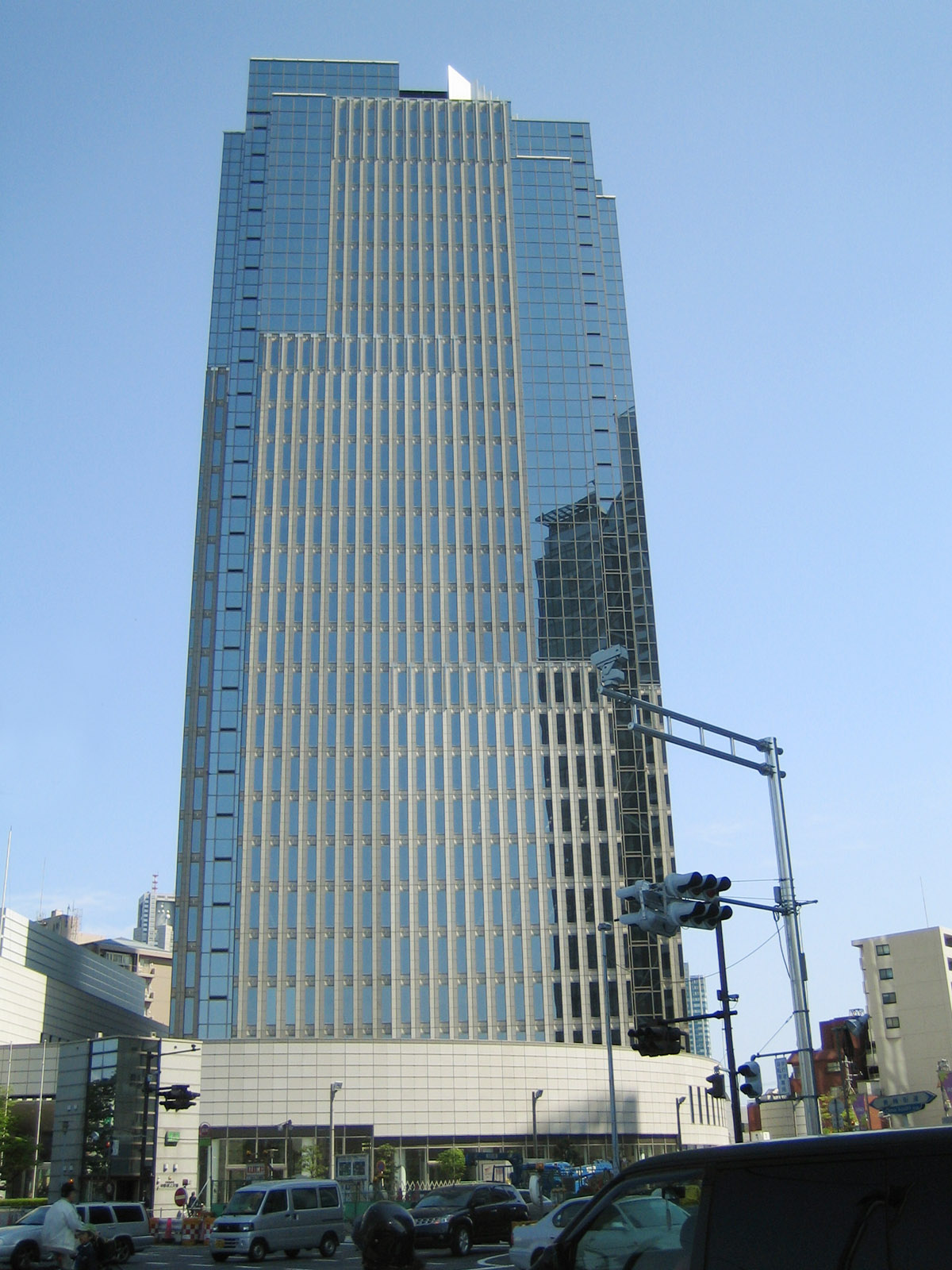
Harmony Square
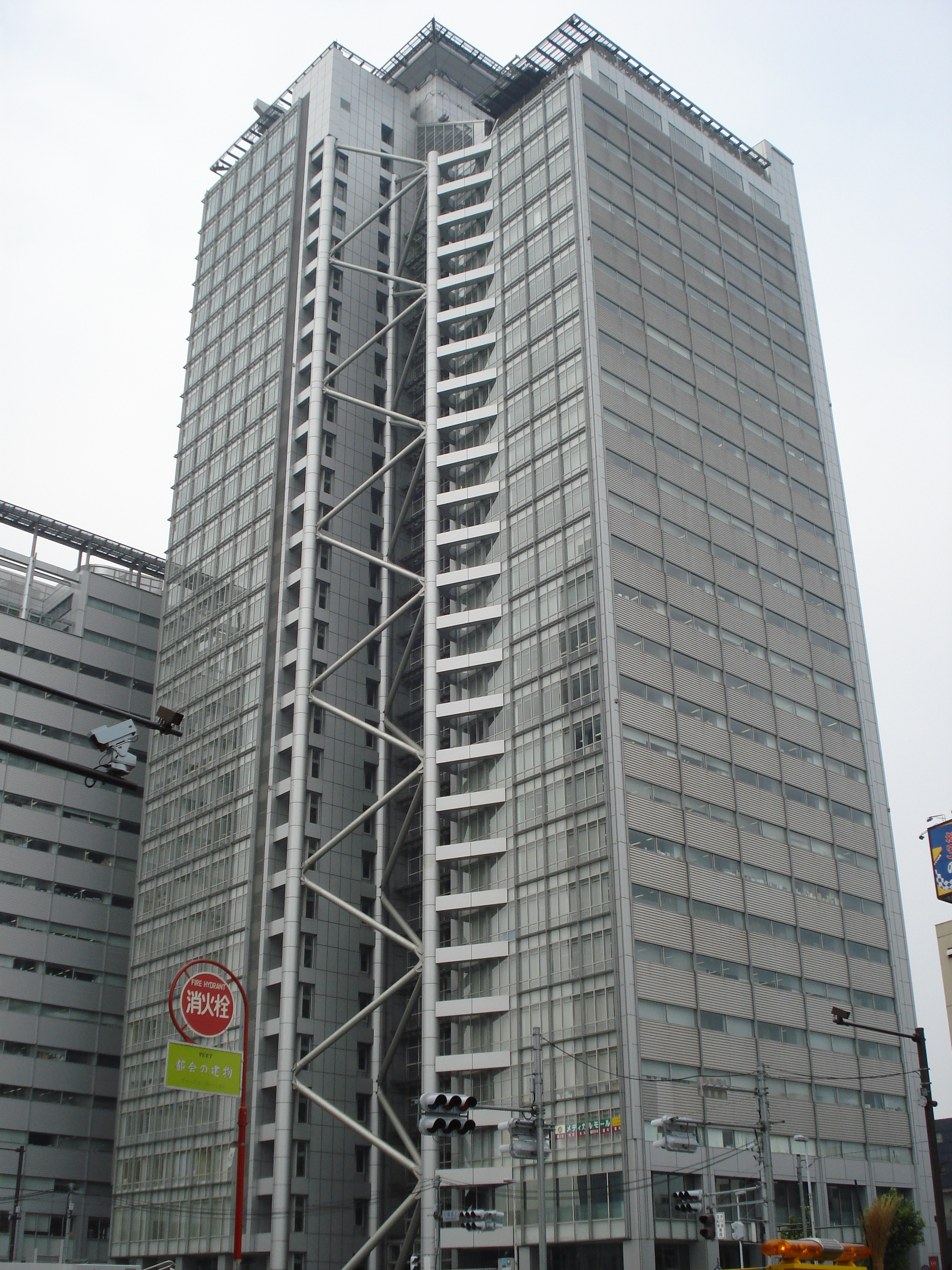
中野坂上Sunbright大廈
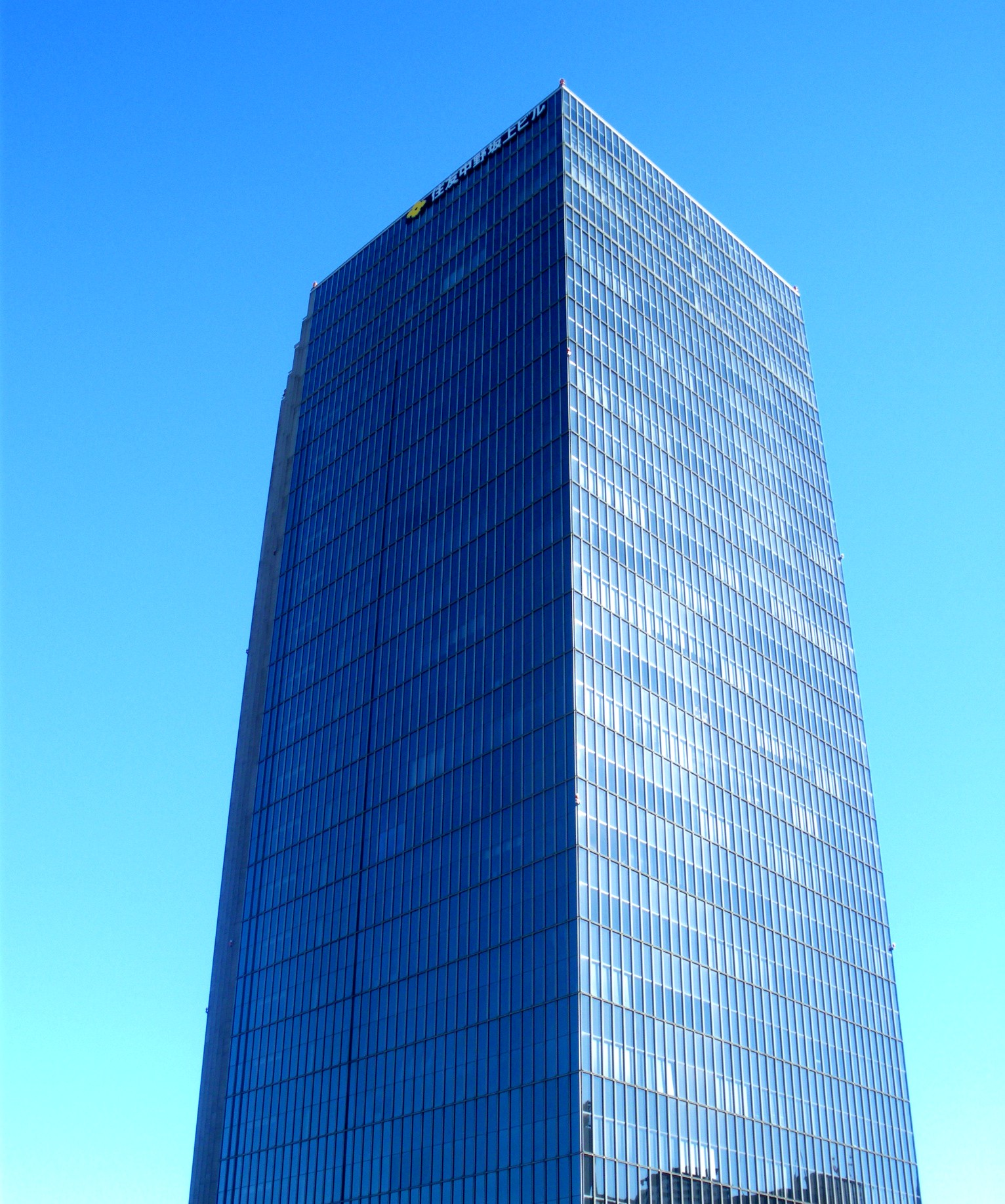
住友中野坂上大廈
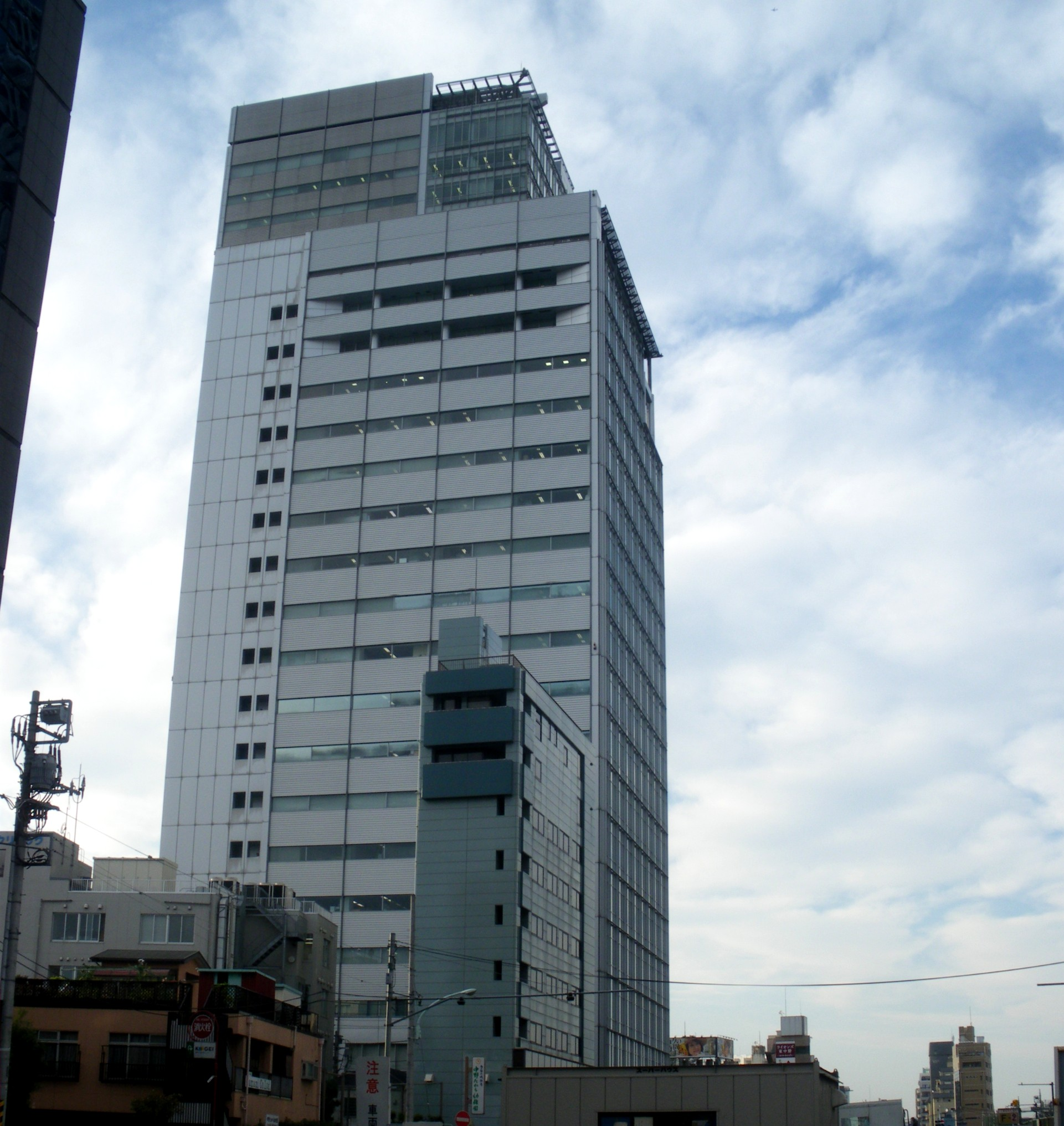
中野坂上中央大廈

## 巴士路線
中野坂上站
- 京王巴士東
  - 澀64系統：往中野站／往澀谷站
- 京王電鐵巴士
  - 高速巴士長野線＜京王、Alpico交通長野支社＞：往長野站/善光寺大門/國際21酒店（日语：ホテル国際21）※2015年10月16日改點實施　[8]。
- 關東巴士
  - 深夜中距離巴士：往吉祥寺站北口、三鷹站北口

中野坂上
- 都營巴士
  - 王78系統：往王子站前／往新宿站西口
  - 宿91系統：往新代田站、杉並車庫／往新宿站西口
- 西武巴士
  - 宿20系統：往西武百貨店（池袋站東口）／往新宿站西口

## 相鄰車站
東京地下鐵
 丸之內線
本線
新中野（M 05）－中野坂上（M 06）－西新宿（M 07）
方南町支線
中野新橋（Mb 05）－中野坂上（M 06）
東京都交通局（都營地下鐵）
大江戶線
西新宿五丁目（E 28）－中野坂上（E 29）－東中野（E 30）

### 來源
地下鐵1日平均使用人數
1. ↑  各駅の乗降人員ランキング （页面存档备份，存于） - 東京メトロ
2. ↑  各駅乗降人員一覧 （页面存档备份，存于） - 東京都交通局

地下鐵統計資料
1. 1 2  中野区統計書 （页面存档备份，存于） - 中野区
2. ↑  各種報告書 （页面存档备份，存于） - 関東交通広告協議会

東京都統計年鑑
1. ↑  .   [2019-01-06]. （原始内容存档于2016-03-05）.
2. ↑  .   [2019-01-06]. （原始内容存档于2015-06-29）.
3. ↑  .   [2019-01-06]. （原始内容存档于2015-06-29）.
4. ↑  .   [2019-01-06]. （原始内容存档于2015-06-29）.
5. ↑  .   [2019-01-06]. （原始内容存档于2015-06-29）.
6. ↑  .   [2019-01-06]. （原始内容存档于2016-03-05）.
7. ↑  .   [2019-01-06]. （原始内容存档于2016-03-05）.
8. ↑  .   [2019-01-06]. （原始内容存档于2016-03-05）.
9. ↑  .   [2019-01-06]. （原始内容存档于2016-03-05）.
10. ↑  .   [2019-01-06]. （原始内容存档于2016-03-05）.
11. ↑  .   [2019-01-06]. （原始内容存档于2016-03-05）.
12. ↑  .   [2019-01-06]. （原始内容存档于2015-06-29）.
13. ↑  .   [2019-01-06]. （原始内容存档于2015-06-29）.
14. ↑  .   [2019-01-06]. （原始内容存档于2015-06-29）.
15. ↑  .   [2019-01-06]. （原始内容存档于2016-03-05）.
16. ↑  .   [2019-01-06]. （原始内容存档于2016-06-02）.
17. ↑  .   [2019-01-06]. （原始内容存档于2015-06-29）.
18. ↑  .   [2019-01-06]. （原始内容存档于2016-03-05）.
19. ↑  .   [2019-01-06]. （原始内容存档于2015-06-29）.
20. ↑  .   [2019-01-06]. （原始内容存档于2016-03-05）.
21. ↑  .   [2019-01-06]. （原始内容存档于2016-03-05）.
22. ↑  .   [2019-01-06]. （原始内容存档于2016-03-05）.
23. ↑  .   [2019-01-06]. （原始内容存档于2015-06-29）.
24. ↑  .   [2019-01-06]. （原始内容存档于2015-06-29）.
25. ↑  .   [2019-01-06]. （原始内容存档于2015-06-29）.
26. ↑  .   [2019-01-06]. （原始内容存档于2016-03-05）.
27. ↑  .   [2019-01-06]. （原始内容存档于2016-03-05）.
28. ↑  .   [2019-01-06]. （原始内容存档于2015-06-29）.
29. ↑  .   [2019-01-06]. （原始内容存档于2016-03-05）.
30. ↑  .   [2019-01-06]. （原始内容存档于2016-03-05）.
31. ↑  .   [2019-01-06]. （原始内容存档于2016-03-05）.
32. ↑  .   [2019-01-06]. （原始内容存档于2016-03-05）.
33. ↑  平成4年
34. ↑  平成5年
35. ↑  平成6年
36. ↑  平成7年
37. ↑  平成8年
38. ↑  .   [2017-03-11]. （原始内容存档于2016-03-04）.
39. ↑  平成10年PDF
40. ↑  平成11年PDF
41. ↑  .   [2017-03-11]. （原始内容存档于2016-03-04）.
42. ↑  .   [2017-03-11]. （原始内容存档于2016-03-04）.
43. ↑  .   [2017-03-11]. （原始内容存档于2017-07-29）.
44. ↑  .   [2017-03-11]. （原始内容存档于2017-07-29）.
45. ↑  .   [2017-03-11]. （原始内容存档于2017-07-29）.
46. ↑  .   [2017-03-11]. （原始内容存档于2017-07-29）.
47. ↑  .   [2017-03-11]. （原始内容存档于2017-07-29）.
48. ↑  .   [2017-03-11]. （原始内容存档于2017-07-29）.
49. ↑  .   [2017-03-11]. （原始内容存档于2017-07-29）.
50. ↑  .   [2017-03-11]. （原始内容存档于2016-03-26）.
51. ↑  .   [2017-03-11]. （原始内容存档于2016-03-27）.
52. ↑  .   [2017-03-11]. （原始内容存档于2016-03-25）.
53. ↑  .   [2017-03-11]. （原始内容存档于2016-03-27）.
54. ↑  .   [2017-03-11]. （原始内容存档于2016-03-22）.
55. ↑  .   [2017-03-11]. （原始内容存档于2017-07-30）.
56. ↑  .   [2019-01-06]. （原始内容存档于2018-11-09）.
57. ↑  .   [2019-01-06]. （原始内容存档于2019-05-02）.

## 外部連結
- 中野坂上/M06 | 路線・車站資訊 | 東京地下鐵
- 中野坂上 - 東京都交通局